# Sprungantwort
Die Sprungantwort ist das Ausgangssignal eines linearen, zeitinvarianten Systems (LZI-System), dem am Eingang die Sprungfunktion zugeführt wird. Sie wird dann als Übergangsfunktion bezeichnet, wenn die Höhe des Eingangssprunges 1 beträgt (Einheitssprungfunktion) bzw. durch die Höhe des Eingangssprunges dividiert wurde.

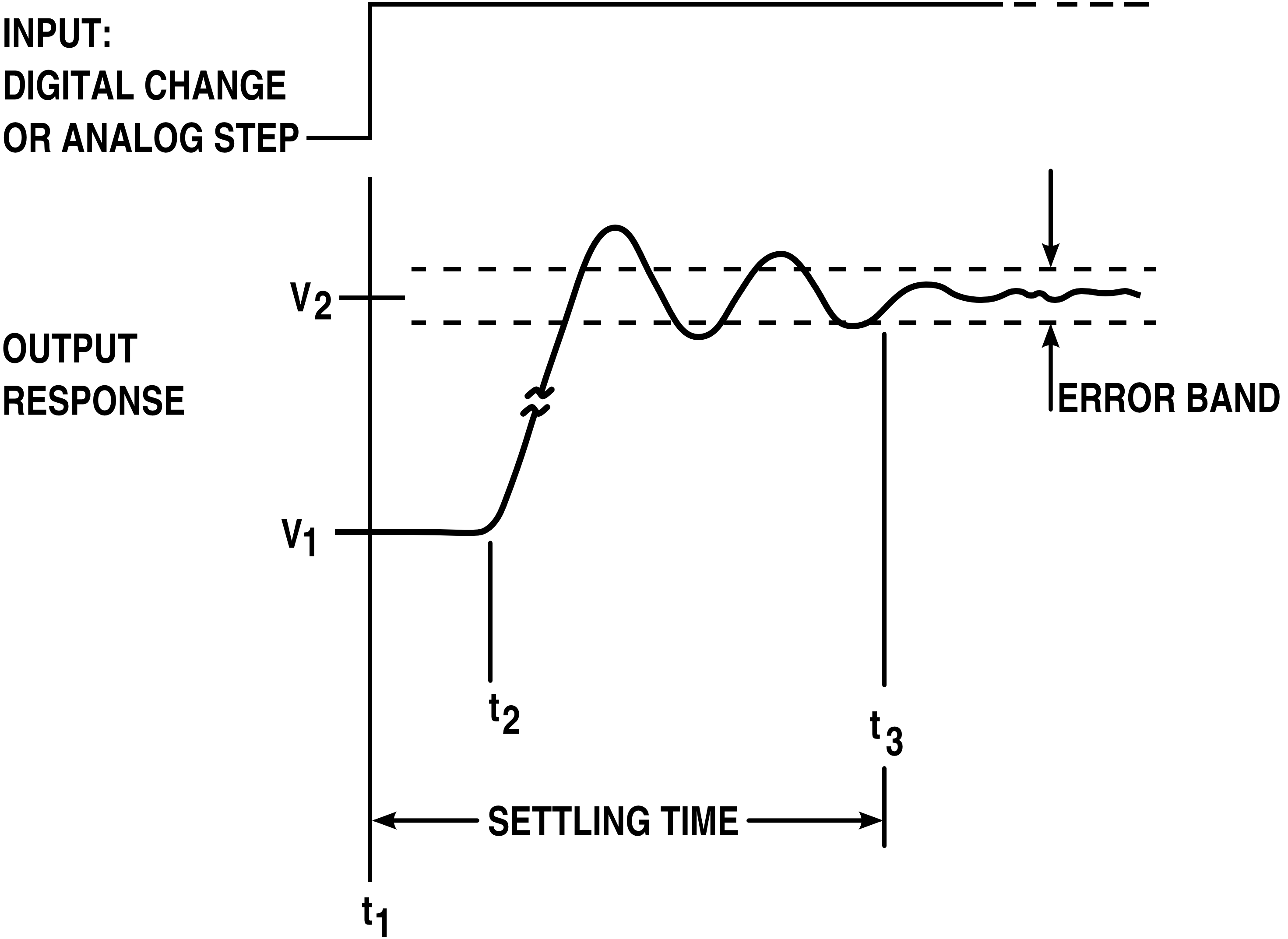
Beispielhafte Sprungantwort eines LTI-Systems 2. Ordnung

## Mathematische Beschreibung
Die Sprungantwort {\displaystyle h(t)} lässt sich auch als Faltung der Sprungfunktion {\displaystyle \sigma (t)} mit der Impulsantwort {\displaystyle g(t)} berechnen:
{\displaystyle h(t)=(g*\sigma )(t)=\int \limits _{-\infty }^{\infty }{g(\tau )\sigma (t-\tau )}\,\mathrm {d} \tau =\int \limits _{-\infty }^{t}{g(\tau )}\,\mathrm {d} \tau }
Die Sprungantwort ist somit das zeitliche Integral der Impulsantwort.
Im diskreten: 
{\displaystyle h[n]=(g*\sigma )[n]=\sum _{k=-\infty }^{\infty }g[n-k]\sigma [k]=\sigma [n]\sum _{k=0}^{\infty }g[n-k]}
Da die Übertragungsfunktion die  Laplacetransformierte der Impulsantwort darstellt, kann sie ebenso durch Laplacetransformation der zeitlichen Ableitung der Sprungantwort ermittelt werden:
{\displaystyle G(s)={\mathcal {L}}\left\{g(t)\right\}={\mathcal {L}}\left\{{\frac {dh(t)}{dt}}\right\}=s{\mathcal {L}}\left\{h(t)\right\}}
Umgekehrt folgt daraus: {\displaystyle h(t)={\mathcal {L}}^{-1}\left\{{\frac {G(s)}{s}}\right\}}
In der Praxis lassen sich Sprungsignale wesentlich genauer erzeugen als Dirac-Impulse (welche das Eingangssignal für die Impulsantwort sind). Durch die oben stehende Beziehung lässt sich außerdem aus der Sprungantwort leicht die Übertragungsfunktion des Systems ermitteln. Somit ist die Sprungantwort eine wichtige Kenngröße des Systemverhaltens und zur Beschreibung von Systemen von hoher Relevanz.

## Beispiel

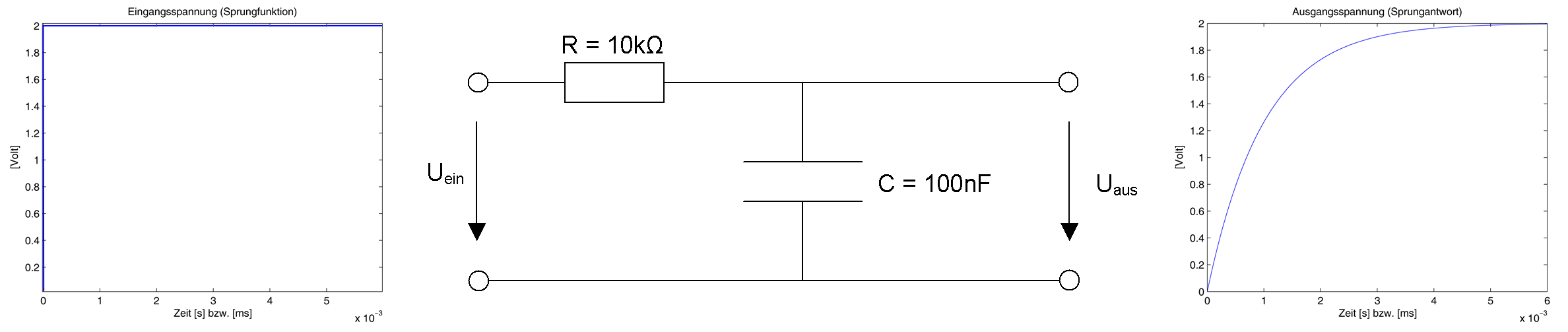
Sprungantwort eines RC-Systems (Tiefpass)

Die Sprungfunktion eignet sich für ein System als Testsignal. Wenn am Eingang einer elektronischen Schaltung eine Sprungfunktion mit der Höhe 2 V angelegt wird, dann kann man am Ausgang des Übertragungsgliedes ebenfalls eine Veränderung der Spannung feststellen. Den zeitlichen Verlauf dieser Spannung nennt man Sprungantwort, es ist also die Antwort des Systems auf die angelegte Sprungfunktion. Auf dem Bild sieht man, wie das Ausgangssignal sich langsam dem Wert am Eingang annähert. Wenn die Sprungantwort so aussieht wie auf dem Bild, lässt sich auf ein System mit einem Speicher schließen. Der Speicher ist in diesem Fall ein Kondensator. Dieser wird durch die 2 V am Eingang über den Widerstand geladen, bis die Eingangsspannung erreicht ist. Das System verhält sich wie ein PT1-Glied.